# Watsonia marlothii
Watsonia marlothii är en irisväxtart som beskrevs av Harriet Margaret Louisa Bolus. Watsonia marlothii ingår i släktet Watsonia och familjen irisväxter. Inga underarter finns listade i Catalogue of Life.